# Major General George B. McClellan
Major General George B. McClellan, ou George B. McClellan Memorial, est une statue équestre située à Washington, honorant le major général de la guerre de Sécession et homme politique George McClellan.
Elle se trouve sur le district historique du Kalorama Triangle et se compose d'une sculpture en bronze créée par Frederick William MacMonnies posée sur un socle.
Le monument est une propriété contributrice à un district historique l'ensemble des Monuments de la guerre de Sécession à Washington.

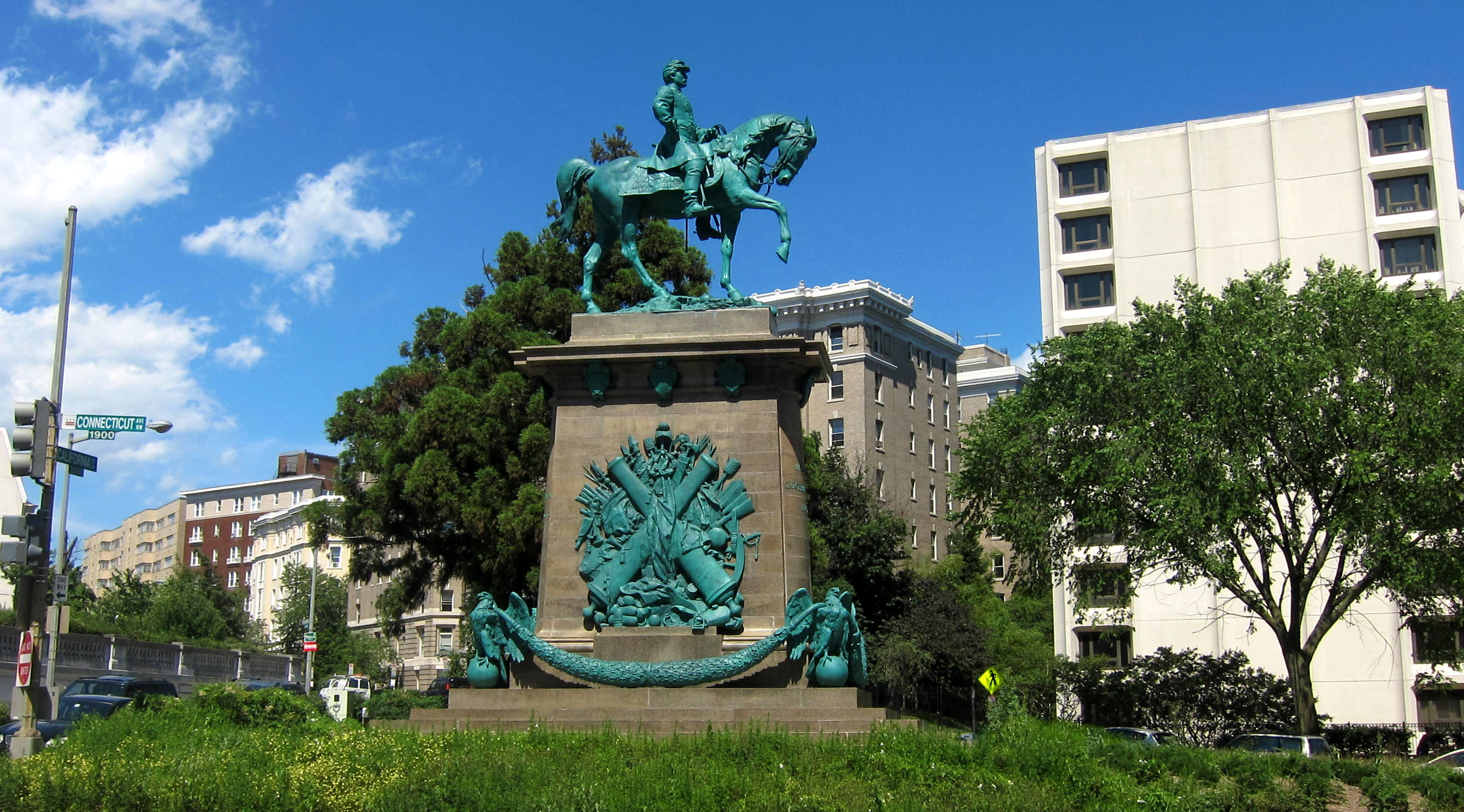
Major General George B. McClellan.